# 8071 Сімонеллі
8071 Сімонеллі (8071 Simonelli) — астероїд головного поясу, відкритий 5 квітня 1981 року.
Тіссеранів параметр щодо Юпітера — 3,558.